# Оменцин (Мазовецьке воєводство)
Оменцин (пол. Omięcin) — село в Польщі, у гміні Шидловець Шидловецького повіту Мазовецького воєводства.
Населення — 145 осіб (2011).
У 1975-1998 роках село належало до Радомського воєводства.

## Демографія
Демографічна структура станом на 31 березня 2011 року:
|          | Загалом | Допрацездатний вік | Працездатний вік | Постпрацездатний вік |
| -------- | ------- | ------------------ | ---------------- | -------------------- |
| Чоловіки | 77      | 14                 | 47               | 16                   |
| Жінки    | 68      | 11                 | 21               | 36                   |
| Разом    | 145     | 25                 | 68               | 52                   |